# Kanton Lille-Sud
Kanton Lille-Sud (francouzsky Canton de Lille-Sud) je francouzský kanton v departementu Nord v regionu Nord-Pas-de-Calais. Tvoří ho pouze jižní část města Lille.